# Peter Bonetti
Peter Phillip Bonetti (Londen, 27 september 1941 – 12 april 2020) was een Engels voetbaldoelman. Hij kwam het grootste deel van zijn carrière uit voor Chelsea en speelde daarnaast ook nog bij St. Louis Stars, Dundee United en Woking FC. De doelman kreeg vanwege zijn sierlijke behendigheid en goede reflexen de bijnaam The Cat toegewezen. Bonetti speelde 729 wedstrijden voor Chelsea, een aantal dat alleen Ron Harris wist te overtreffen.
Bonetti speelde zeven keer voor Engeland, maar fungeerde voornamelijk als back-up voor Gordon Banks. Bonetti maakte deel uit van de selectie van Engeland op het gewonnen WK 1966, maar kwam niet in actie. Hij ontving eind 2009 een winnaarsmedaille, nadat de Engelse voetbalbond een succesvolle campagne leidde voor niet-spelende leden van de ploeg om erkend te worden. Nadat Banks ziek afhaakte voor de kwartfinale van het WK 1970 tegen Duitsland (3-2 verlies), stond Bonetti deze wedstrijd onder de lat.

## Loopbaan

### Chelsea
Bonetti kwam in de jeugd uit voor Worthing, alvorens hij in zijn tienerjaren de overstap maakte naar de jeugdopleiding van Chelsea. In maart 1960 maakte hij op achttienjarige leeftijd zijn debuut in het eerste elftal. Vier maande later won hij met de onder 18 de FA Youth Cup. Bonetti was in de jaren 60 en jaren 70 eerste doelman van Chelsea, dat destijds zeer succesvol was. In 1963 promoveerde hij met Chelsea naar Football League First Division, waardoor de club na een afwezigheid van één seizoen terugkeerde op het hoogste niveau. In 1965 werd de League Cup gewonnen ten koste van Leicester City. In 1970 werd opnieuw een beker gewonnen; ditmaal was het de FA Cup. Een jaar later won Bonetti voor het eerst een internationale prijs met Chelsea. In de returnwedstrijd van de finale van de Europacup II werd met 2-1 gewonnen van Real Madrid.
Bonetti verliet in 1975 na vijftien jaar Chelsea om te gaan spelen in de Verenigde Staten bij St. Louis Stars. Hij speelde dat seizoen 21 wedstrijden en eindigde met de club op de eerste plaats in de Central Division, maar kon niet voorkomen dat in de halve finale van de play-offs werd verloren van Portland Timbers. Bonetti keerde vervolgens terug bij Chelsea, dat inmiddels gedegradeerd was naar het tweede niveau. In 1977 hielp hij de club wederom aan promotie naar de Football League First Division. Twee jaar later hing hij zijn voetbalschoenen aan de wilgen. Hij speelde in totaal 729 officiële duels (waarvan 208 cleansheets) voor Chelsea in negentien jaar tijd.

### Engels elftal

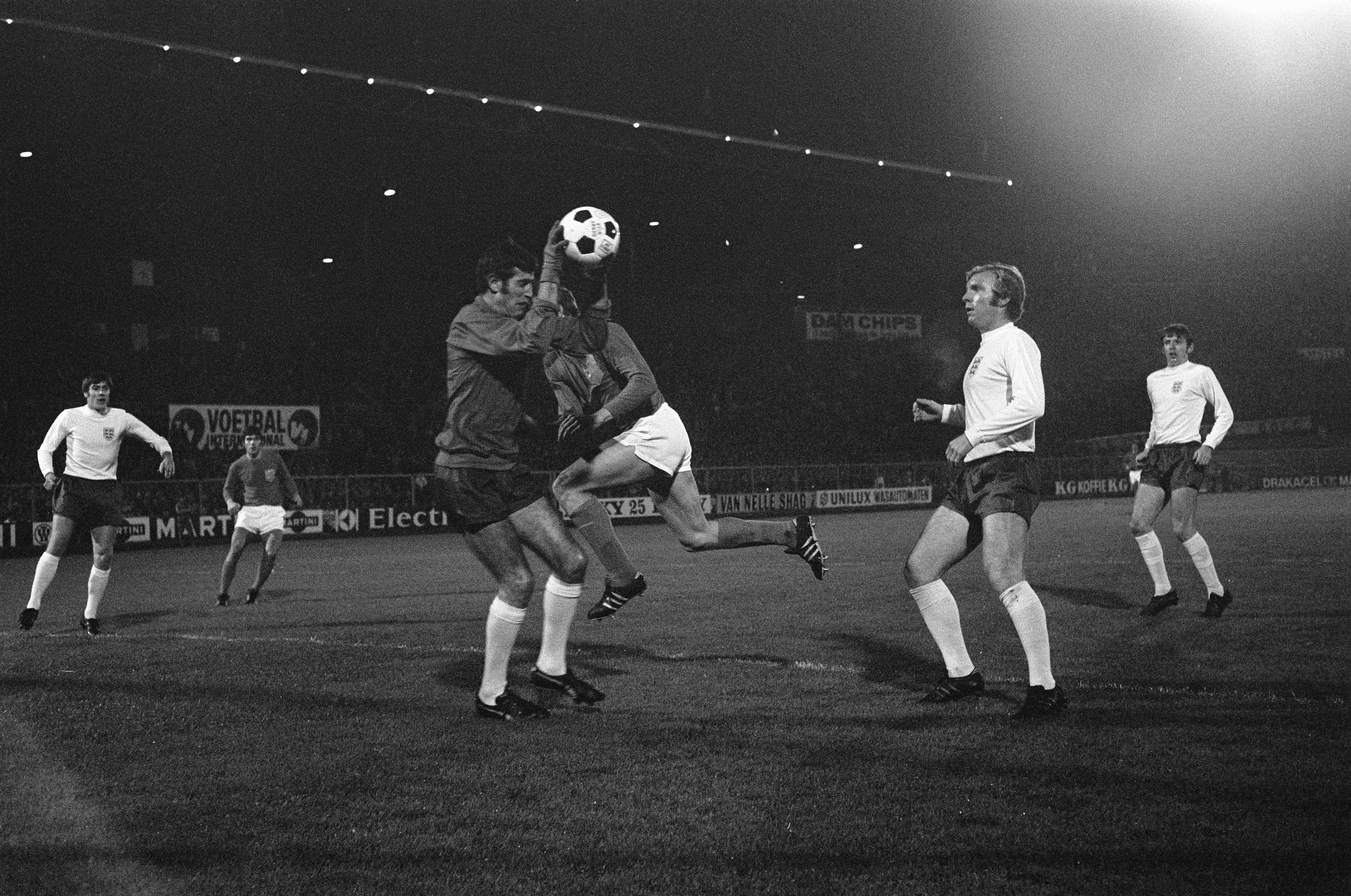
Bonetti redt tijdens een wedstrijd tegen Nederland op 5 november 1969

Bonetti's internationale carrière was enigszins ongelukkig. Hij ontpopte zich in een tijdperk van getalenteerde Engelse keepers waaronder Ron Springett, Gordon Banks en later Peter Shilton. Hierdoor kwam hij tot slechts zeven caps voor het Engels voetbalelftal. Hij was onderdeel van de selectie die het WK 1966 won, maar kwam niet in actie op het toernooi. Hij wordt onder de Engelse fans vooral herinnerd van één wedstrijd: de kwartfinale van het WK 1970 in Mexico, toen hij de zieke Banks verving, die een maagprobleem had. Tijdens de wedstrijd gaf Engeland een 2-0 voorsprong uit handen en verloor uiteindelijk met 3-2 van West-Duitsland met als gevolg dat Bonetti als zondebok werd aangewezen. Deze wedstrijd was zijn enige op een WK. Hij incasseerde één tegendoelpunt in zijn overige zes interlandwedstrijden.

### Na het voetbal
Na zijn pensionering kwam Bonetti nog kortstondig uit voor Dundee United en Woking FC. Daarnaast was hij actief als keeperstrainer bij onder meer Chelsea, Engeland, Newcastle, Fulham en Manchester City. Sinds 2005 speelde Bonetti meerdere benefietwedstrijden in een team van oud-internationals van Engeland, waarin hij meestal de laatste tien minuten erin kwam.

## Erelijst
Chelsea
- Football League Second Division gepromoveerd: 1962/63, 1976/77[6]
- League Cup: 1964/65[6]
- FA Cup: 1969/70[6]
- Europacup II: 1970/71[6]
- FA Youth Cup: 1959/60[6]

 St. Louis Stars
- NASL Central Division: 1975[6]

 Engeland
- Wereldkampioenschap voetbal: 1966[7]

1 Banks ·
2 Cohen ·
3 Wilson ·
4 Stiles ·
5 J. Charlton ·
6 Moore  ·
7 Ball ·
8 Greaves ·
9 B. Charlton ·
10 Hurst ·
11 Connelly ·
12 Springett ·
13 Bonetti ·
14 Armfield ·
15 Byrne ·
16 Peters ·
17 Flowers ·
18 Hunter ·
19 Paine ·
20 Callaghan ·
21 Hunt ·
22 Eastham ·
Coach: Ramsey
1 Banks ·
2 Newton ·
3 Cooper ·
4 Mullery ·
5 Labone ·
6 Moore  ·
7 Lee ·
8 Ball ·
9 B. Charlton ·
10 Hurst ·
11 Peters ·
12 Bonetti ·
13 Stepney ·
14 Wright ·
15 Stiles ·
16 Hughes ·
17 J. Charlton ·
18 Hunter ·
19 Bell ·
20 Osgood ·
21 Clarke ·
22 Astle ·
Coach: Ramsey